# Typha

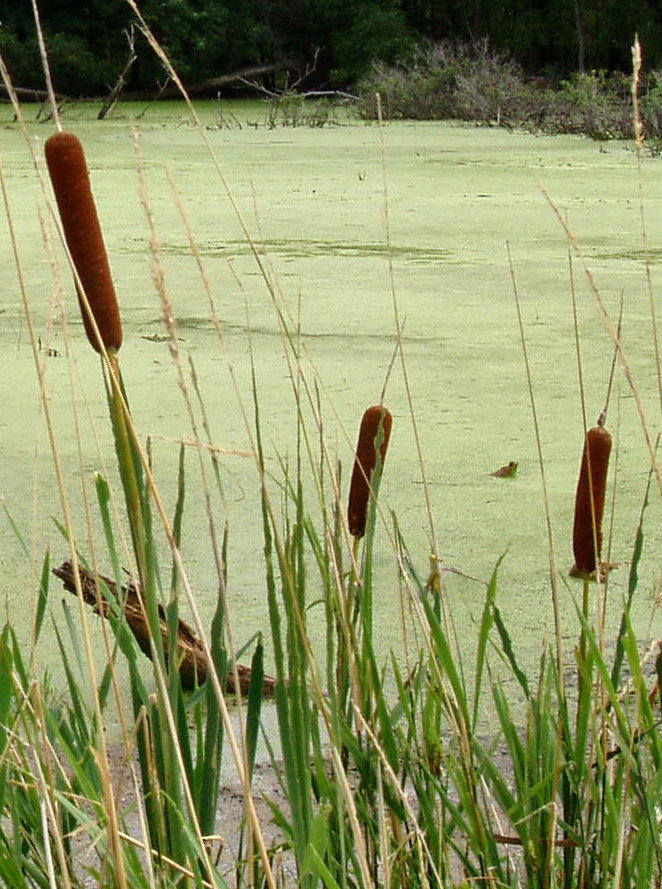
Typha na margem de uma pequena zona húmida (Marshall County, Indiana).

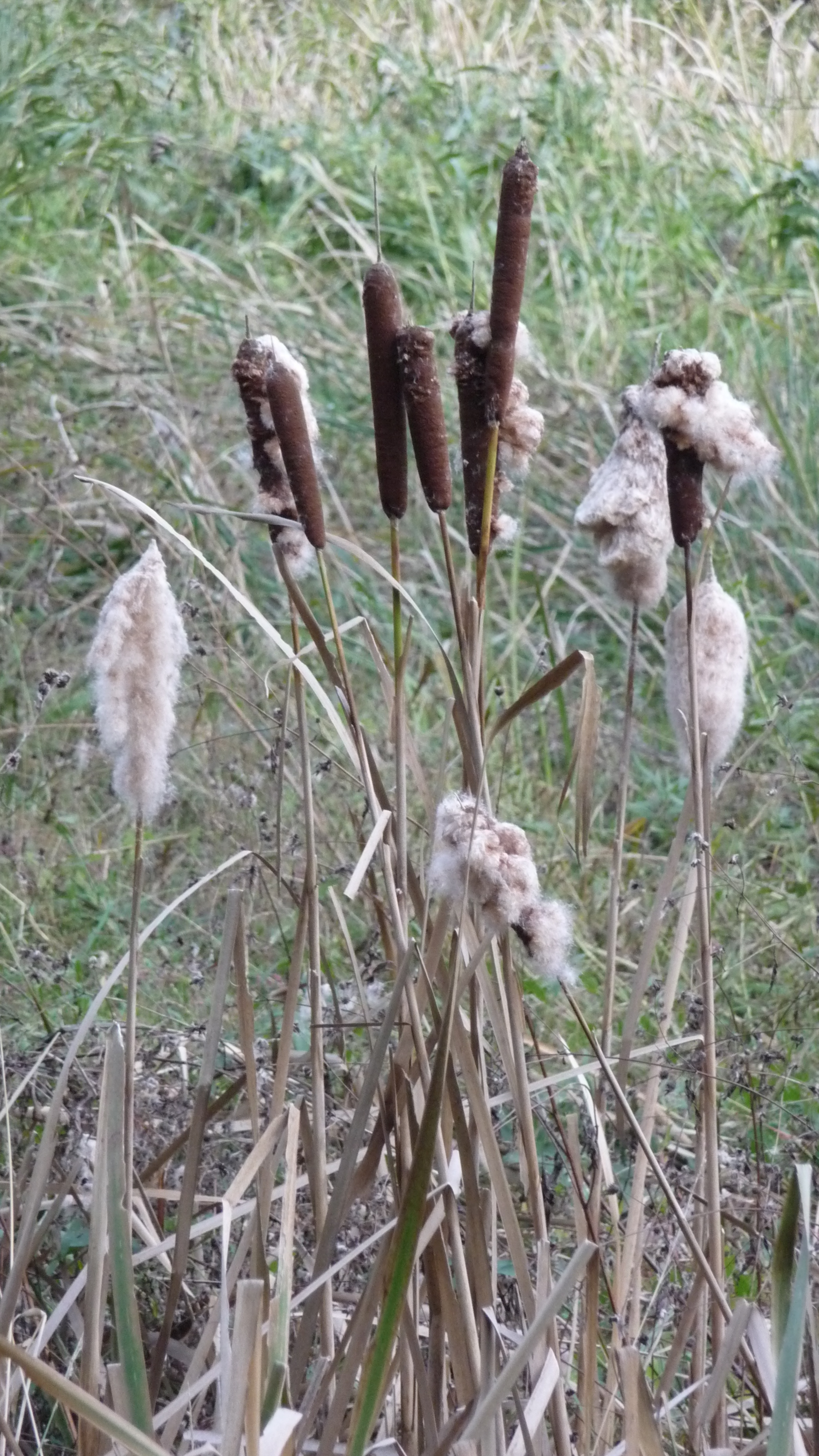
no Japão.

Typha é um género de plantas monocotiledóneas, rizomatosas, que agrupa cerca de 30 espécies da família Typhaceae. O género tem uma distribuição natural centrada no Hemisfério Norte, mas é considerado cosmopolita, sendo encontrado numa grande variedade de habitats de zonas húmidas em regiões temperadas, subtropicais e tropicais. Dada o seu cosmopolitismo, as espécies deste género apresentam uma grande diversidade de nomes comuns, embora sejam mais conhecidas por taboas. Os rizomas são comestíveis, existindo grãos de amido dessa origem preservados em mós que sugerem o seu uso para fins alimentares na Europa há mais de 30000 anos.

## Descrição
As espécies do género Typha apresentam folhas alternas, maioritariamente basais, numa haste simples e sem nós que suporta os espigões de floração.
As plantas são monóicas, com flores unissexuais que se desenvolvem em densos rácemos (os espigões). As numerosas flores masculinas formam uma espiga estreita localizada na parte superior da haste vertical. Cada flor masculina, estaminada, é reduzida a um par de estames e pêlos, e murcha uma vez que o pólen tenha sido libertado.
Um grande número de pequenas flores femininas formam uma densa inflorescência em forma de salsicha localizada na haste floral imediatamente abaixo do espigão contendo as flores masculinas. Nas espécies de maior porte, a inflorescência feminina pode ter até 30 cm de comprimento e 1–4 cm de espessura.
As sementes são diminutas, com 0,2 mm de comprimento, surgindo ligadas a finos tricomas. Quando maduras, as espigas desintegram-se facilmente libertando uma penugem felpuda com a qual as sementes são dispersas pelo vento.

## Ecologia
Os membros do género Typha estão frequentemente entre as primeiras espécies de hidrófitas a colonizar áreas de lodos recentemente expostos, agindo nesses habitats como verdadeiras espécies pioneiras graças às suas pequenas sementes dispersas por anemocoria (transportadas pelo vento). Sementes enterradas podem sobreviver no solo por longos períodos de tempo. As sementes germinam melhor quando expostas à luz solar e a flutuações de temperatura, características típicas dos propágulos de muitas plantas das zonas húmidas que se regeneram sobre fundos lodosos expostos ao ar. As plantas também se dispersam pelos rizomas, formando grandes touças compostas por espécimes interligados.
As Typha são consideradas competidores dominantes em muitas zonas húmidas já que frequentemente excluem outras plantas devido à densa cobertura que formam. Nas baías dos Grandes Lagos, por exemplo, es espécies deste géneros estão entre as hidrófitas mais abundantes.
Diferentes espécies de Typha estão adaptadas a diferentes profundidades da água, sendo que a presença de um aerênquima bem desenvolvido torna as plantas tolerantes à submersão. Mesmo caules mortos são capazes de transmitir o oxigénio do ar até às raízes submersas.
Apesar de na maior parte das regiões temperadas e subtropicais, as Typha serem plantas nativas das respectivas zonas húmidas, muitas das espécies podem ser agressivas na sua competição com outras espécies nativas desses habitats, em alguns casos exibindo mesmo características alelopáticas.
Em muitas regiões da América do Norte, dos Grandes Lagos às Everglades, diversas espécies de Typha são consideradas problemáticas em termos de conservação da natureza, sendo nalguns casos designadas como espécies invasoras. Os caniços e juncos nativos são desalojados e os prados húmidos reduzem a sua extensão, provavelmente como reflexo das alterações hidrológicas causadas nas zonas húmidas pelo presença de Typha e ao aumento dos níveis de nutrientes presentes na água. A presença de uma espécie introduzida ou de híbridos de uma dessas espécies com espécies nativas podem contribuir para o problema. O controlo é difícil. A estratégia mais bem-sucedida parece ser o corte (por roça) ou a queima para remover os talos aerenquimatosos, seguida por inundação prolongada das zonas que contenham as raízes.
Para prevenir a invasão, pode ser importante preservar as flutuações do nível da água, incluindo os períodos de seca, e a manutenção de condições de infertilidade.
As espécies de Typha são muito utilizados como alimento por mamíferos dos pantanais e outras zonas húmidas, em particular pelos ratos-almiscarados, que também podem usá-los para construir plataformas de alimentação e tocas. As aves usam o revestimento felpudo das sementes como material para construir o forro do ninho.

## Espécies e híbridos naturais
As seguintes espécies e híbridos naturais estão validamente descritas:
- Typha albida –  Afeganistão
- Typha alekseevii – Cáucaso)
- Typha angustifolia – Índia
- Typha × argoviensis – Alemanha e Suíça
- Typha austro-orientalis – Rússia europeia
- Typha azerbaijanensis – Irão
- Typha × bavarica – Alemanha
- Typha capensis – África tropical e sul da África
- Typha caspica – Azerbaijão
- Typha changbaiensis – nordeste da China
- Typha davidiana – China
- Typha domingensis – cosmopolita
- Typha elephantina – da Argélia ao sul da China)
- Typha × gezei – França
- Typha × glauca (T. angustifolia × T. latifolia) –  um híbrido estéril)[12]
- Typha grossheimii – Ásia central
- Typha incana – centro da Rússia
- Typha joannis – Mongólia + Oblast de Amur
- Typha kalatensis – Irão
- Typha latifolia – cosmopolita
- Typha laxmannii – sul da Europa, Ásia
- Typha lugdunensis – Europa Ocidental, sudoeste da Ásia, China
- Typha minima – Europa e Ásia
- Typha orientalis – leste da Ásia, Austrália, Nova Zelândia
- Typha pallida – Ásia central, China
- Typha × provincialis – França
- Typha przewalskii – China, extremo oriente da Rússia
- Typha shuttleworthii – Europa, Irão, Turquia
- Typha sistanica – Irão
- Typha × smirnovii – Rússia europeia
- Typha subulata – Argentina, Uruguai
- Typha × suwensis – Japão
- Typha tichomirovii – Rússia
- Typha turcomanica – Turquemenistão
- Typha tzvelevii – Primorye
- Typha valentinii – Azerbaijão
- Typha varsobica – Tajiquistão